# Ай-Васильский клад

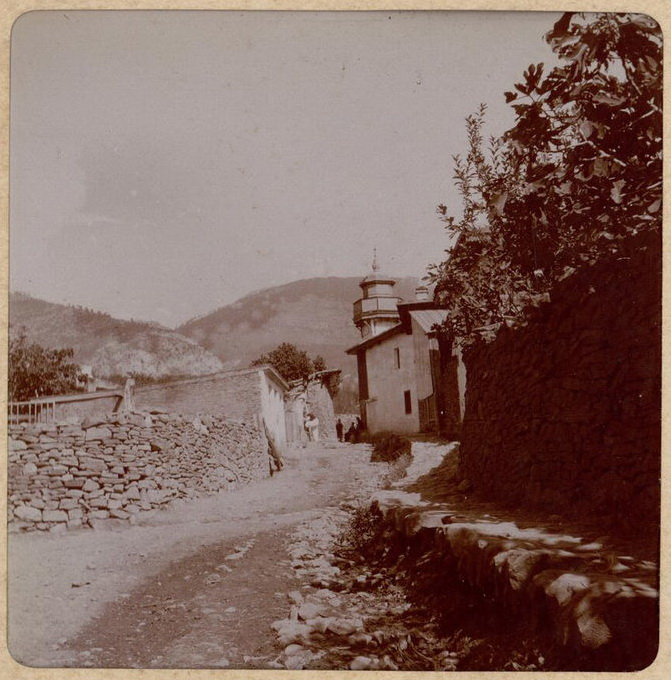
Деревня Ай-Василь в 1905 году. Фото Жозефа де Бая

Ай-Васи́льский клад (укр. Ай-Васильський скарб) — собрание из серебряных монет и предметов, датируемых XV веком, обнаруженное в 1901 году на территории деревни Ай-Василь («святой Василий») в Крыму. Ныне поселение упразднено и находится в границах современной Ялты.
Клад был обнаружен случайным образом при прокладке водопроводной траншеи во фруктовом саду деревни, на глубине 0,35 м. Несмотря на то, что найденные артефакты были описаны уже в первые годы после обнаружения, основные исследования, посвящённые кладу, стали появляться только в конце XX века. По крайней мере некоторые предметы из состава клада (перстень с венецианским дукатом, кресты и, возможно, чаша) находятся в собрании Государственного Эрмитажа.

## Состав клада
В собрание входили 61 серебряная монета и 8 предметов.

### Монеты
Монетную часть клада составили:

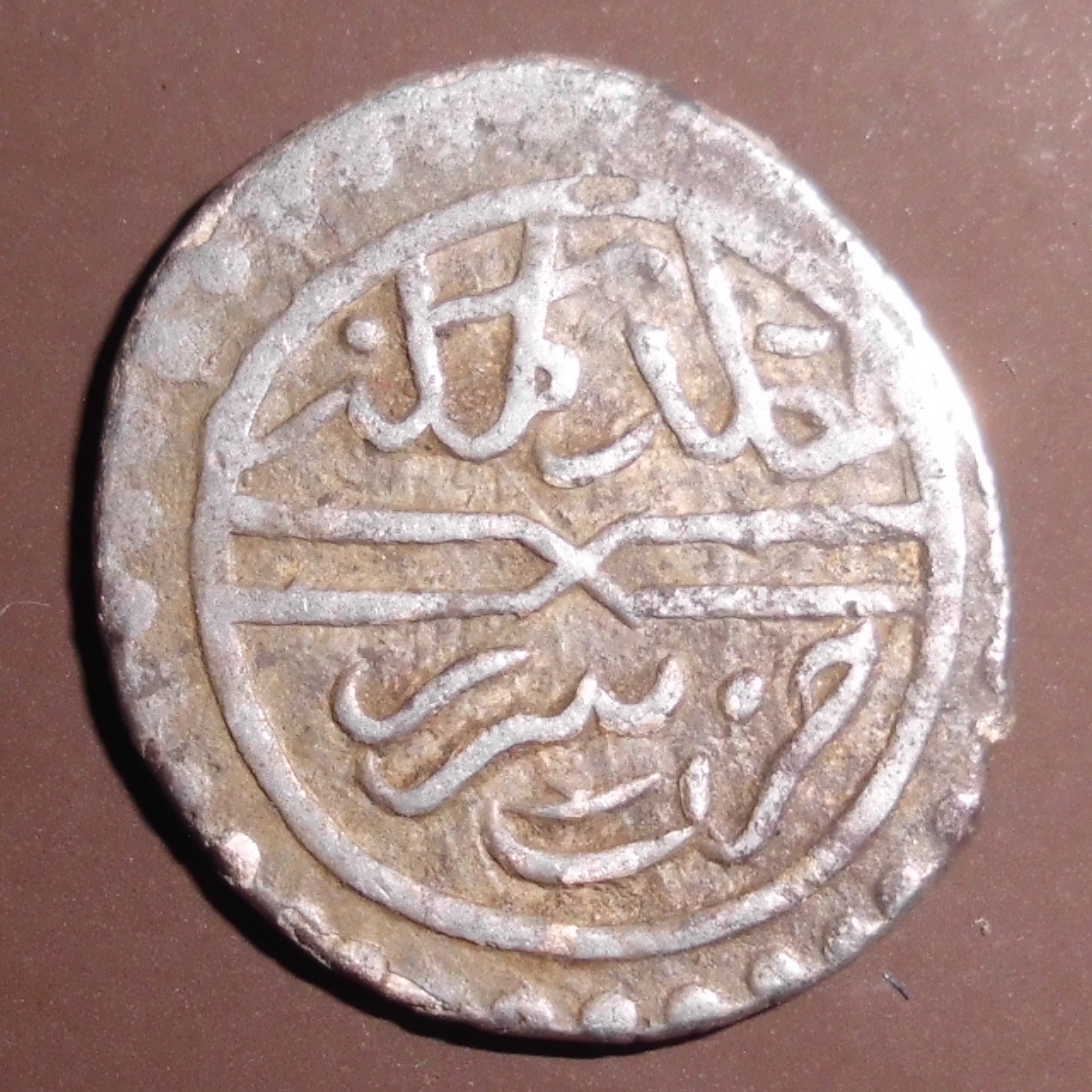
Реверс аспра («акче») османского султана Мурада II 1430—1431 года.

- 43 аспра из Кафы, генуэзской колонии в Крыму, с гербом Генуи и латинской надписью на аверсе, тамгой и арабской надписью на реверсе[2];
- 5 монет джучидского происхождения (имеются в виду осколки Золотой Орды, возникшие в результате её распада к середине XV века):
  - 4 дирхема основателя Крымского ханства Хаджи Гирея (умер в 1466 году, чеканку собственных монет начал в 1441—1442 годах);
  - 1 дирхем хана Большой Орды Махмуда, отчеканенный в Увеке. Факт чеканки монеты в Увеке в эпоху Большой Орды свидетельствует о том, что город не прекратил своего существования после его разорения Тамерланом в 1395 году, как зачастую считается[5]. Махмуд стал ханом, вероятно, в 1459 году, после смерти отца Кичи-Мухаммеда, в 1465 году потерпел поражение от Хаджи Гирея и сохранил своё влияние лишь в Хаджи-Тархане, став фактически первым астраханским ханом. В Большой Орде окончательно утвердился младший брат Махмуда Ахмат. Таким образом, 1465 год является самой поздней датой чеканки монеты ханом Махмудом;
- сведения о 13 монетах не сохранились[1].

### Предметы
Вещевую часть клада составили:
- медное блюдо (утрачено);
- обрывок серебряной цепочки из проволоки в виде двойных восьмиобразных переплетений. Эта цепочка аналогична цепи из ризницы монастыря Банья (возле города Прибой, Сербия), имеющей также деревянный в серебряной оправе афонский крест начала XVI века[8];
- серебряная чаша с 19 симметричными вдавлениями;
- 3 серебряных перстня с шинкой (ободом), украшенной концентрическими кругами[2];
- 2 серебряных наперсных креста с трёхлопастными завершениями[9].

Чаша
Чаша выполнена из прокованного серебряного листа, имеет нанесённую тиснением розетку, состоящую из центрального кружка-сердцевины и 6 кружков-лепестков, заключённую в медальон, образованный 6 большими и 6 малыми кружками. Аналогичные ай-васильской чаши были обнаружены в 1897 году у деревни Улу-Узень на Южном берегу Крыма и в 1890 году в курганном захоронении у аула Махческ в Дигории (ныне Республика Северная Осетия). Ещё одна похожая чаша хранится в музее «Садберк-Ханым» в Стамбуле. Эта чаша имеет тамгу султана Сулеймана I (правил в 1520—1566 годах).
Выдвигались предположения о расширении ареала распространения чаш ай-васильского типа — за счёт поиска их сходства с чашами, найденными в ходе раскопок в Старой Рязани в 1888 году (эта чаша относилась в разное время к сасанидским и древнерусским изделиям, отмечалось её сходство с итальянскими изделиями XIV века) и в селище «Остяцкий Живец 4» в Приобье, около Сургута (хорасанская бронзовая чаша VIII—IX веков). Сопоставления делались на основании сходства размеров и декора. И первое, и второе предположения в научной среде оспариваются.
Перстни

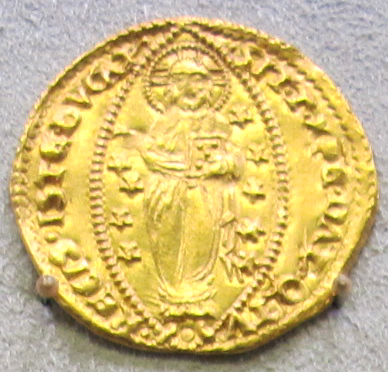
Реверс венецианских дукатов конца XIII века.

- Перстень с кастом (оправой), заполненным голубой пастой;
- Перстень с овальным щитком, украшенным двойной S-образной пальметтой. Подобный орнамент характерен для серии перстней XIV века, например — для широкого известного золотого перстня королевы Феодоры[серб.], принадлежавшего Феодоре Смилец[серб.], дочери болгарского царя Смильца и супруге сербского короля Стефана Уроша III Дечанского. Перстень был обнаружен в 1915 году в монастыре Баньска, где королева была похоронена, и ныне находится в Национальном музее Сербии в Белграде. Похожий серебряный с чернью перстень имеется и в Музее Эшмола при Оксфордском университете[15];
- Перстень с серебряной дужкой и щитком из золотого дуката венецианского дожа Томазо Мочениго (правил в 1414—1423 годах). Монета припаяна к дужке аверсом. Таким образом, на щитке перстня (то есть, на реверсе монеты) сохранилось изображение Христа в мандорле с латинским девизом «Sit tibi Christe datus, quem tu regis iste ducatus» («Это герцогство, коим ты правишь, тебе, Христос, посвящается»)[16]. Подобная имитация могла служить цели подчеркнуть идентификацию местных генуэзцев с их итальянской метрополией[17].

Кресты
На одной стороне крестов (на лицевой первого и на обратной второго) изображена Богоматерь Одигитрия с младенцем, правда, с некоторой отсылкой к иконографическому типу Умиление, на другой стороне (соответственно, на обратной стороне первого и на лицевой второго) — Распятие, причём в католической традиции. Кресты позолочены, имеют ушки и «слёзки» на трёхлопастных концах. Растительные и геометрические узоры крестов выполнены в технике гравировки и свободного чекана.
Подобный же крест был найден в конце XX века при раскопках монастырского комплекса близ Алушты. Аналогии элементов узора алуштинского и ай-васильских крестов могут быть прослежены в украшениях предметов из Белореченского могильника XIV—XV веков (Белореченский район Краснодарского края), в процессионных северо-итальянских крестах XIV века (церковь монастыря Сан-Джакомо Маджоре в Болонье), в серебряном кубке конца XIV — начала XV века из ризницы Псково-Печерского монастыря.
В то же время, в отдельных деталях Распятия и декора трёхлопастных завершений (пальметтовидный растительный орнамент) другие исследователи усматривают отсылки к византийской ремесленной традиции эпохи Палеологов в пределах XIII — начала XV веков, находя аналогии, хотя и не близкие, на ювелирных изделиях, энколпионах и реликвариях, в монастырях Афона, в Южной Италии. Орнамент крестов может быть сопоставлен с характерным для XIV века орнаментом вышеупомянутого перстня с пальметтой. 

## Характеристика клада
Выпадение монет и вещей клада из деревни Ай-Василь из обращения произошло в пределах середины или второй трети XV века, вероятно, около 1465 года. Ай-Васильская находка характеризуется как клад короткого накопления, сделанный в связи с ростом политической нестабильности в регионе, вызванным появлением нового опасного игрока — Крымского ханства. Значение Ай-Васильского клада может быть рассмотрено как минимум в рамках двух, во многом противоречащих друг другу, точек зрения.
Согласно первой из них, достаточно высокий уровень мастерства при изготовлении уникальных предметов из состава клада (прежде всего, крестов) не позволяет говорить о локализации их производства в Крыму. Однако, прослеживается, с одной стороны, византийское влияние (пальметтки в орнаменте), с другой — определённое сходство с изделиями, производившимися в Италии и на Балканах. В этой связи, в частности, ай-васильскую чашу тоже относят к рубежу XIV—XV веков, как и некоторые другие предметы клада, а также, прежде всего, тонкостенные неглубокие, с растительным узором, серебряные аналоги такой чаши XIV века из музеев Сербии и Италии. Наконец, следует учитывать некоторые ближневосточные прототипы чаши из Ай-Васильского клада. Таким образом, местом создания вещей из собрания, найденного в поселении Ай-Василь, могут быть названы острова Эгейского архипелага. Клад свидетельствует о разнообразных историко-культурных связях средневековой Ялиты (Ялты) с итальянскими колониями Восточного Средиземноморья, с Ближним Востоком и с монгольским миром (монеты). Утверждения о византийском влиянии, проступающем в предметах из клада, об Эгейском регионе как центре производства таких вещей и вообще о невозможности их изготовления в Крыму подвергаются критике.

Крым в середине XV века.

В рамках второй точки зрения рассматриваются не связи Ялты-Ялиты (Jalita, от греческого «ялос» — берег), которая в XIV—XV веках не обладала самостоятельностью (в отличие, например, от XII века, когда о половецкой Джалите писал даже арабский географ Идриси, живший на Сицилии), а характеристики экономической, общественной и культурной жизни Капитанства Готии — генуэзского военно-административного образования, объединявшего колонии Южного берега Крыма. В этом отношении Ай-Васильский клад называется уникальным среди монетно-вещевых кладов Крыма и всего Северного Причерноморья, поскольку это единственный клад, где преобладают вещи европейского обихода.
Наперсные кресты свидетельствуют, возможно, о том, что клад принадлежал сельскому священнику местного католического прихода. При этом Ай-Василь — греческое селение, в связи с чем можно предполагать, что предпринимались попытки католической пропаганды среди местных православных. Факт обнаружения наперсного креста под Алуштой, сходного с ай-васильскими крестами, позволяет вполне определённо говорить о местной ремесленной традиции. Наличие сходства с крымскими крестами в декоре вещей из кавказских могильников, в декоре церковного кубка подкрепляет это утверждение, а также свидетельствует о популярности крымских ремесленников. О связях с Кавказом говорят и находки похожих чаш (что, впрочем, не позволяет делать однозначных выводов о месте их производства и скорее служит доказательством активности торговых центров Восточного Кавказа и Предкавказья).